# Catalonia Sacra
Catalonia Sacra és una iniciativa dels deu bisbats catalans, que té com a objectiu donar a conèixer el patrimoni arquitectònic i artístic vinculat a l'Església Catòlica de Catalunya per tal d'incrementar-ne les visites. És gestionat per l'Albergueria-Centre de Difusió Cultural del Bisbat de Vic i el 2015 va promoure una quarantena d'activitats adreçades a difondre l'accés al patrimoni eclesiàstic de Catalunya.
El 2015 Catalonia Sacra i el Govern de la Generalitat van signar un acord relacionat el Pla de Màrqueting Turístic de Catalunya, que preveu la promoció del turisme religiós com una línia de producte d'interès especial, i en el Pla Estratègic de Turisme de Catalunya, que estableix la posada en marxa d'un Pla Director del Turisme Cultural que compti amb el Projecte Catalonia Sacra per fomentar el coneixement del patrimoni eclesiàstic de Catalunya.